# 市原麟一郎
市原 麟一郎（いちはら りんいちろう、1921年11月22日 - 2023年9月24日）は、日本の民話研究家。

## 略歴
高知県出身。日本大学高等師範部地歴科を卒業した。土佐民話の会主宰、文学館・語りと紙芝居の会代表。高知県の民話の採話と記録に努め、月刊『土佐の民話』を発行する傍ら、民話を子どもたちに語り継ぐため、手づくり紙芝居をもって、県内各地の保育・幼稚園、小学校、図書館などへの巡回公演を行った。また小学生、一般対象に紙芝居講座（演じ方、作り方）の講師を務めた。1987年、民話の発掘と伝承の仕事により高知県文化賞を受賞した。
2023年9月24日、老衰のため死去、101歳。

## 著書
- 『民話のふる里 土佐の民話』土佐民話の会 1971
- 『土佐の民話』土佐民話の会 1972-1973
- 『しばてん童子』ポプラ社の創作文庫 村上豊絵 1973
- 『土佐の民話』第1-2集 (日本の民話)編. 未来社 1974
- 『土佐の笑いばなし』(日本の笑話選) 編 一声社 1974
- 『紙すきシバテン』(創作子どもの文学) 平井まさね絵 偕成社 1974
- 『どろんのもへえ』ヒサクニヒコ絵 ポプラ社 1974
- 『おゆうとおながどり』井口文秀絵 ポプラ社 1974
- 『土佐のお化け昔 日本民話』講談社 1975
- 『高知・伝説散歩 (土佐伝説散歩 1)』 編著 土佐民話の会 1975
- 『芸東伝説散歩 (土佐伝説散歩 2)』編著 土佐民話の会 1976
- 『芸西伝説散歩 (土佐伝説散歩 3)』編著 土佐民話の会 1976
- 『香南伝説散歩 (土佐伝説散歩 4)』編著 土佐民話の会 1976
- 『山田、南国伝説散歩 (土佐伝説散歩 5)』編著 土佐民話の会 1977
- 『伊野・春野伝説散歩 (土佐伝説散歩 6)』編著. 土佐民話の会 1977
- 『泰作ばなし』(土佐の民話シリーズ)編. 土佐民話の会 1975
- 『ひょうげな泰作さん』(土佐の笑いばなし・シリーズ) 絵:平山昌幸 土佐民話の会 1976
- 『ゴンの山父たいじ』(ふるさとの民話)西村繁男え. 草土文化 1977
- 『どくれの万六』(土佐の笑いばなし・シリーズ)森本忠彦画 土佐民話の会 1977
- 『土佐の妖怪』一声社 1977
- 『昔まっこう猿まっこう 土佐の昔話』第1-2集 (日本の昔話)編 未来社 1980-81
- 『裂けた大地 南海大震災の記録』土佐民話の会 1981
- 『牛鬼の出る里』(母から子に伝える土佐の民話)狩野富貴子絵 高知新聞社 1981
- 『土佐の怪談 土佐お化けばなし2』編 一声社 1981
- 『諸願成就 高知の神仏ごりやく巡り』(がいどこうち) 高知新聞社 1981
- 『旗本の土佐見物』(母から子に伝える土佐の民話) 狩野富貴子絵 高知新聞社 1982
- 『いたずら神さま』(民話絵本) 狩野富貴子え 一声社 1983
- 『もりっこじぞう 土佐の民話』狩野富貴子絵 土佐民話の会 1983
- 『お花とどろぼう』(母から子に伝える土佐の民話) 狩野富貴子絵 高知新聞社 1984
- 『やまちちおばけ 高知のおはなしえほん』狩野富貴子絵 高知新聞社 1985
- 『にんじゃもへえ 高知のおはなしえほん』狩野富貴子絵 高知新聞社 1986
- 『土佐艶笑譚』(双書・日本艶笑譚）編. 未来社 1986
- 『土佐おどけ者列伝』(土佐出版郷土文庫 土佐出版郷土人物シリーズ) 土佐出版社 1986
- 『野仏のある風景 切り絵&エッセイ・土佐の地蔵さんぽ』池知隆切り絵 高知新聞社 1988
- 『お母さんの三分ばなしシリーズ 1 (土佐おばけ話)』 土佐民話の会 1989
- 『お母さんの三分ばなしシリーズ 2 (土佐むかし話)』 土佐民話の会 1990
- 『お母さんの三分ばなしシリーズ 3 (土佐わらい話)』 土佐民話の会 1989
- 『お母さんの三分ばなしシリーズ 4 (土佐とんと昔)』 土佐民話の会 1990
- 『お母さんの三分ばなしシリーズ 5 (土佐むかし昔)』 土佐民話の会 1990
- 『お母さんの三分ばなしシリーズ 6 (土佐こじゃんと昔)』 土佐民話の会 1991
- 『お母さんの三分ばなしシリーズ 7 (土佐おどけ昔)』 土佐民話の会 1991
- 『お母さんの三分ばなしシリーズ 9 (土佐まっこと昔)』 土佐民話の会 1991
- 『お母さんの三分ばなしシリーズ 10 (土佐むかし語り)』 土佐民話の会 1992
- 『お母さんの三分ばなしシリーズ 11 (土佐民話の里めぐり)』 土佐民話の会 1994
- 『お母さんの三分ばなしシリーズ 12 (四万十民話の里めぐり)』 土佐民話の会 1994
- 『お母さんの三分ばなしシリーズ 13 (土佐民話の里めぐり 続)』 土佐民話の会 1994
- 『土佐のお地蔵さん 続野仏のある風景』土佐民話の会 1990
- 『土佐のごりやくさん』正続　高知新聞社 1994-96
- 『高知ごりやく散歩』高知新聞社 1998
- 『土佐弁おもしろ民話』リーブル出版 1999
- 『土佐の神仏たんね歩記』高知新聞社 2001
- 『土佐の神仏出逢い旅』 (土佐の神仏めぐり) リーブル出版 2001
- 『土佐の神仏巡拝』 (土佐の神仏めぐり 5) リーブル出版 2002
- 『土佐の神仏紀行』 (土佐の神仏めぐり 4) リーブル出版 2002
- 『遠くから地鳴りがする 昭和南海地震物語』リーブル出版 2002
- 『土佐おもしろ人間図絵』 (土佐人シリーズ) 丸林友文 切り絵 リーブル出版 2004
- 『いのちかがやく旅 子どもに語る戦争たいけん物語』リーブル出版 2005
- 『いのち羽ばたく空』 (子どもに語る戦争たいけん物語 第2集) リーブル出版 2005
- 『いのち燃えたつ山』 (子どもに語る戦争たいけん物語 第3集) リーブル出版 2006
- 『いのちよみがえる海』 (子どもに語る戦争たいけん物語 第4集) リーブル出版 2007
- 『いのちきらめく河』 (子どもに語る戦争たいけん物語 第5集) リーブル出版 2008
- 『土佐おもしろ人間烈伝』 (土佐人シリーズ) 田所のりあき絵 リーブル出版 2006
- 『すかたんおかしい』 (高知新聞ブックレット) 土佐民話落語 高知新聞社 2008
- 『うげかやり楽しむ』 (高知新聞ブックレット) 土佐民話落語 高知新聞社 2008
- 『高知のパワースポット ごりやくめぐり』高知新聞社 2011
- 『へんしも読みたい』 (高知新聞ブックレット) 土佐民話落語 高知新聞社 2011
- 『こじゃんと笑うた』 (高知新聞ブックレット) 土佐民話落語 高知新聞社 2011

### 共編著
- 『土佐の伝説』 (日本の伝説) 松谷みよ子,桂井和雄共著 角川書店 1977
- 『土佐とんと昔 高知県の昔話と伝説』富川光男共編 土佐民話の会 1978
- 『ここも戦場だった 145人が語る高知大空襲』編 高知新聞社 1979
- 『わが行くは修羅の山河 高知県引きあげ者の記録』編 土佐民話の会 1981
- 『遥かなり故国よ 高知県シベリア、南方各地抑留の記録』編 土佐民話の会 1982
- 『阿波池田の民話 徳島 (語りによる日本の民話 向井弥八 [ほか述], 市原編著 国土社 1987